# Elitserien i speedway 2006
Elitserien i speedway 2006 kördes i grundserie 2 maj 2006-5 september-2006. 1-4 till semifinaler, lag 5-8 kvar i Elitserien. Lag 10 till nedflyttningskval. Det var Vargarna (10.e) som fick lämna elitserieplatsen till Kaparna från Göteborg.

## Slutställning
1. VMS Elit, Vetlanda
2. Luxo Stars, Målilla
3. Piraterna, Motala
4. Västervik Speedway
5. Indianerna, Kumla
6. Masarna, Avesta
7. Smederna, Eskilstuna
8. Hammarby Speedway, Stockholm
9. Rospiggarna, Hallstavik
10. Vargarna, Norrköping

Luxo Stars har till säsongen 2007 bytt namn till Dackarna.

### Semifinaler
- 12 september 2006: Piraterna-VMS Elit 45-51
- 12 september 2006: Luxo Stars-Västervik Speedway 48-48
- 13 september 2006: Västervik Speedway-Luxo Stars 56-40
- 13 september 2006: VMS Elit-Piraterna 52-44

### Finaler
- 26 september 2006: Västervik Speedway-VMS Elit 45-51
- 28 september 2006: VMS Elit-Västervik Speedway 52-43 (totalt 103-88 till VMS Elit)

VMS Elit svenska mästare i speedway 2006.